# Maulenne
Maulenne est un hameau belge de l’Entre-Sambre-et-Meuse faisant partie de la commune de Floreffe, dans la province de Namur en Région wallonne. Avant la fusion des communes de 1977, Maulenne faisait déjà partie de la commune de Floreffe.

## Géographie

### Situation
Le hameau occupe la partie orientale de la commune de Floreffe. Il est traversé du sud au nord par le ruisseau de Maulenne ainsi que par la route nationale 954 Namur - Bois-de-Villers appelée localement Plat-Ry. D'autres voiries viennent s'y raccorder : la rue de Maulenne, la rue de la Croix et le Fond des Buses. 